# Christina Jensen
Christina Jensen (21 de janeiro de 1974) é uma ex-futebolista dinamarquesa que atuava como goleira.

## Carreira
Christina Jensen representou a Seleção Dinamarquesa de Futebol Feminino, nas Olimpíadas de 1996. 